# Vulcan Point
Der Vulcan Point ist die nordwestliche Landspitze von Candlemas Island im Archipel der Südlichen Sandwichinseln.
Die Besatzung der Discovery II benannte sie 1930 bei der Kartierung im Rahmen der britischen Discovery Investigations. Namensgebend ist ein auf der Landspitze befindliches Lavaplateau, das auf eine erdgeschichtlich frühere vulkanische Aktivität hinweist.